# Железнодорожный узел
Железнодоро́жный у́зел — комплекс технологически связанных станций, главных и соединительных путей обеспечивающий: пропуск транзитных поездов (пассажирских, грузовых и других), переформирование поездов (сортировка по прилегающим направлениям), обслуживание пунктов погрузки-выгрузки грузов, посадки-высадки пассажиров (грузовые дворы и пассажирские комплексы).
Границей узла служат входные сигналы предузловых раздельных пунктов. Железнодорожный узел в крупных населённых пунктах является частью транспортного узла, представляющего собой комплекс транспортных устройств в районе стыка различных видов транспорта, совместно выполняющих операции по обслуживанию транзитных, местных и городских перевозок. В транспортный узел помимо железных дорог могут входить морской, речной порты, автомобильные дороги, сеть промышленного транспорта, аэропорты, сети трубопроводного транспорта и городской транспорт. Небольшие железнодорожные узлы могут быть представлены одной станцией, в состав крупных входят специализированные станции (пассажирские, сортировочные, грузовые).
В транспортном узле происходит массовая пересадка пассажиров и передача грузов с одного вида транспорта на другой. В общетранспортных узлах доля ввозимых и вывозимых грузов железной дорогой является доминирующей. Структура вагоно- и пассажиропотока в транспортном узле зависит от социально-экономических условий района.
В тарифных руководствах по перевозке пассажиров и грузов на сети железных дорог железнодорожные узлы именуются как транзитные пункты, сокращённое обозначение: ТП.

## Классификация
Железнодорожный узлы классифицируются:
- По характеру работы:

узлы с преимуществом транзитного вагонопотока;
узлы с большим объёмом транзитной и местной работы;
узлы с преимущественным объёмом местной работы;
портовые;
промышленные.
- По объёму работы:

внеклассные узлы;
крупные узлы;
узлы со средним объёмом работы;
узлы с малым объёмом работы.
- По взаиморасположению станций и подходов различаются типы:

с одной станцией — узел при пересечении двух железнодорожных линий с не очень большим грузо-(пассажиро-)потоком на одной или обоих железнодорожных линиях. Примером такого узла служит Поворинский железнодорожный узел;
крестообразный — узел, расположенный на пересечении двух линий крест-накрест, как правило такой узел расположен на пересечении железнодорожных магистралей с крупным грузо- и пассажиропотоком. Примером данного узла выступает Пензенский железнодорожный узел, Лидский железнодорожный узел;
треугольный — узел с пересечением сходящихся линий;
с параллельным расположением основных станций — к примеру, когда пассажирская и грузовая станции разнесены из-за особенностей рельефа и т. д.;
с последовательным расположением основных станций;
радиальный (Примером такого узла служит Барановичский железнодорожный узел);
тупиковый — узел, в котором несколько тупиковых станций связаны между собой соединительными ветками. Примером такого узла служит Московский узел;
кольцевой — узел, из-за особенностей рельефа и наличии более 5 направлений примыкания, примером такого узла служит Ростовский железнодорожный узел;
полукольцевой — узел, из-за особенностей рельефа (к примеру, побережье) невозможно создать кольцевой тип;
комбинированный — узел, в котором сочетается несколько типов.
Железнодорожные узлы подразделяются и по другим характеристикам. Границы между градацией классификации железнодорожных узлов строго не установлена. Железнодорожный узел имеет разнообразное техническое оснащение.

## Основные сооружения
Основные характерные для железнодорожного узла сооружения включают:
- сортировочные, грузовые и/или пассажирские станции;
- соединения между отдельными станциями;
- обходные пути;
- станционные сооружения для пассажиров;
- локомотивные и вагонные депо;
- технические станции для ремонта и экипировки составов.